# Liga Kobiet Galicji i Śląska

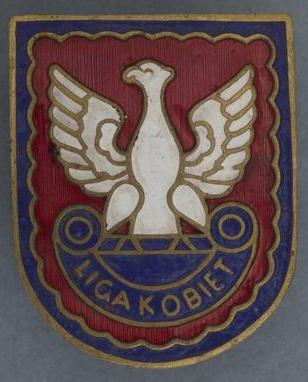
Odznaka uczestniczki I Zjazdu Ligi Kobiet Galicji i Śląska (19 czerwca 1915) – Muzeum Narodowe w Krakowie

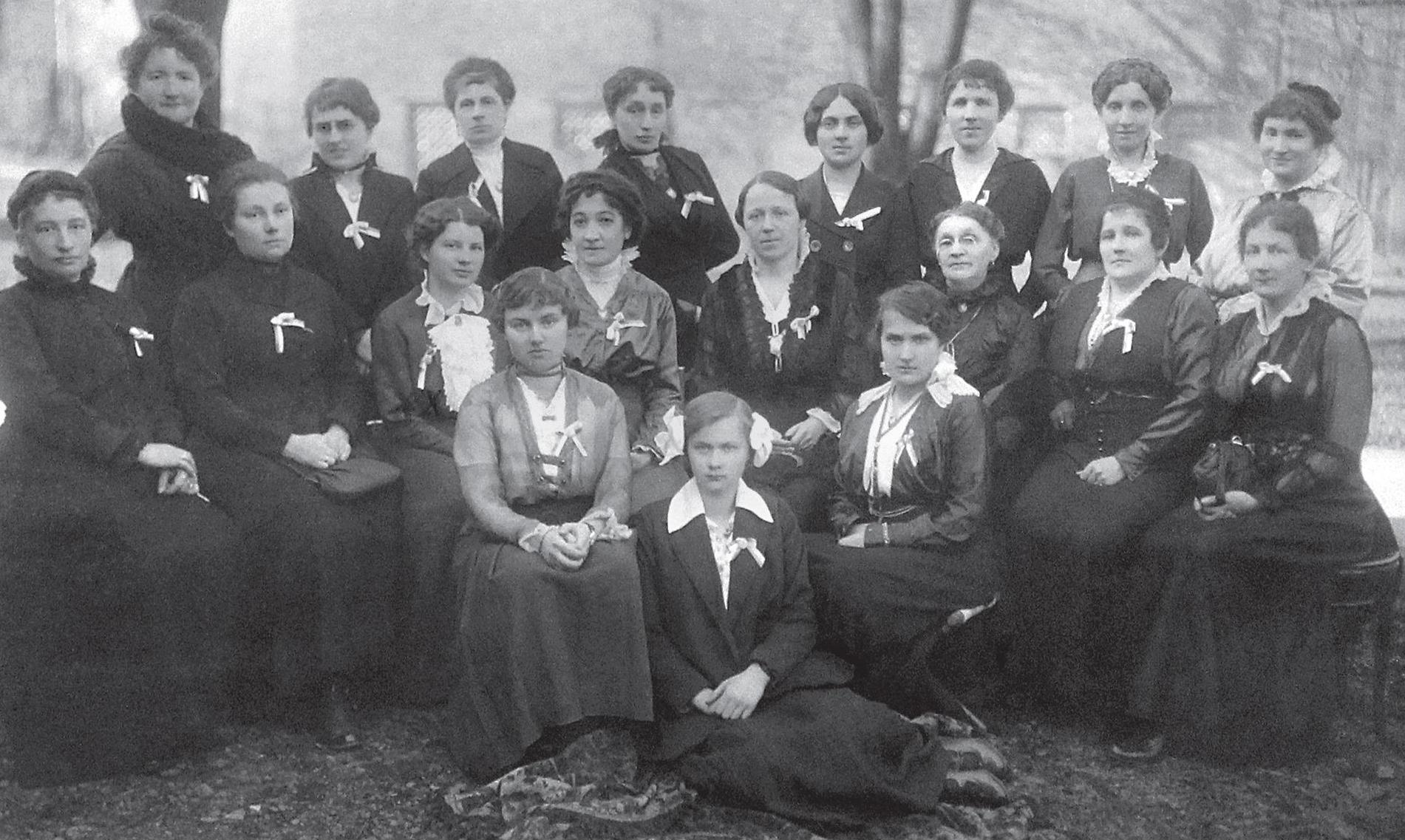
Zarząd Koła Ligi Kobiet Galicji i Śląska w Białej (1916)

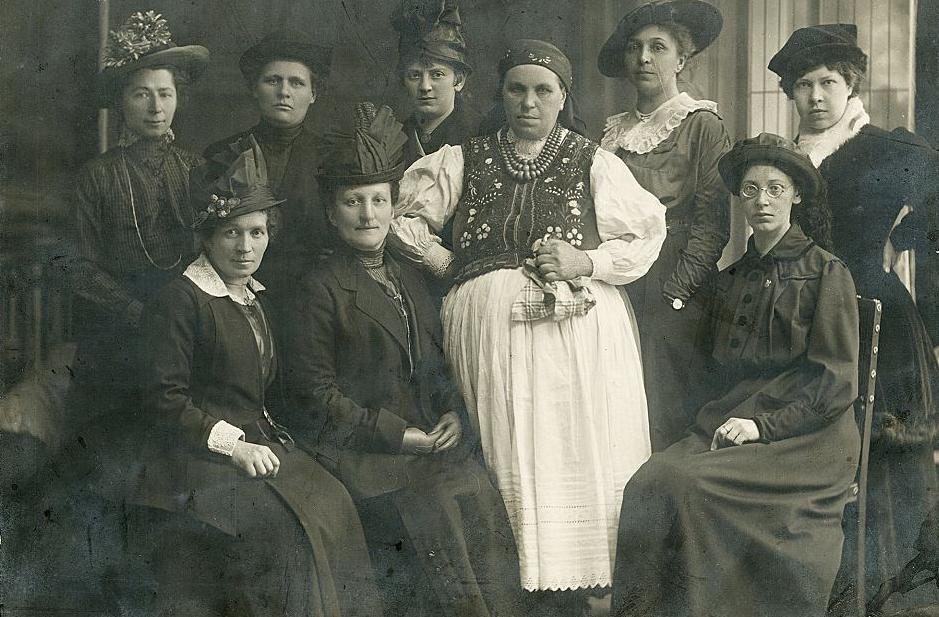
Delegacja Ligi Kobiet Galicji i Śląska do Kola Polskiego w Wiedniu 25 kwietnia 1917 (fot. Hansa Franka)

Liga Kobiet Galicji i Śląska (do 1916 Liga Kobiet przy Naczelnym Komitecie Narodowym, od marca 1918 używano także nazwy Komitet Obywatelski Polek) – organizacja kobieca działająca w latach 1915–1918 na terenie zaboru austriackiego.

## Powstanie
Po wybuchu I wojny światowej i powstaniu formacji polskich walczących pod wodzą Józefa Piłsudskiego z Rosją, z inicjatywy działaczek postępowych i liberalnych w Galicji powstał szereg komitetów i organizacji kobiecych, które postanowiły wesprzeć pierwszych od powstania styczniowego żołnierzy polskich. Wzorem dla nich były działania podejmowane od 1913 roku przez Ligę Kobiet Pogotowia Wojennego w Królestwie Polskim. Na terenie Galicji działały wówczas różnego rodzaju „Komitety Pań” lub „Komitety Polek” m.in. Przemyślu, Nowym Sączu, Białej, Krakowie i Boguminie. Po powstaniu Legionów Polskich i Naczelnego Komitetu Narodowego działania te uzyskały z początkiem 1915 roku realne wsparcie ze strony kierujących Departamentem Organizacyjnym NKN socjalistów. Pierwsze koła Ligi powstały w Wadowicach i Oświęcimiu oraz w Dębicy na Śląsku Cieszyńskim.
19 czerwca 1915 odbył się w Krakowie I Zjazd Ligi Kobiet Galicji i Śląska, w którym poza reprezentantami NKN wzięły udział delegatki już istniejących kół: Kamila Jasińska z Suchej, Ewa Antoniewiczówna z Makowa, Kazimiera Żuławska z Zakopanego, Maria Rusocka z koła w Limanowej, Helena Kalmanowa z Żywca, Elżbieta Hellerówna z Oświęcimia, Zofia Pisarczykowa z Jaworzna, Maria Niwicka z Białej, Maria Gutowska z Chrzanowa, Jadwiga Strokowa, Ada Markowa oraz Wanda Bilewska z Krakowa, Adolfina Gorzycka, Natalia Wieleżyńska, Sława Langrodowa i Zofia Grybowska z Wiednia. Na zjeździe powołano do życia Ligę Kobiet, przy czym postanowiono, że zanim nastaną prawne i faktyczne warunki pozwalające na zorganizowanie Ligi Kobiet jako samodzielnego towarzystwa organizacja przyjmie nazwę „Ligi Kobiet przy Naczelnym Komitecie Narodowym”. Nowo powstała organizacja zjednoczyła działające dotąd osobno środowiska kobiece sympatyzujące z ruchem socjalistycznym, ludowym, liberalnym i konserwatywnym.

## Działalność
Wg przyjętego na I Zjeździe Ligi regulaminu głównym celem organizacji miało być współdziałanie i czynna pomoc kobiet polskich w walce o niepodległość Polski. Aby ów cel osiągnąć, miano zająć się zbiórką funduszy, zaopatrzeniem Legionów w odzież, żywność oraz leki i środki opatrunkowe. Miano zająć się rannymi i chorymi żołnierzami oraz zaopiekować się ich rodzinami. W sferze politycznej zadaniem Ligi było: podtrzymywanie ducha narodowego i szerzenie idei niepodległości [oraz] wytwarzanie w narodzie zaufania dla jedynej obecnej narodowej władzy Naczelnego Komitetu Narodowego. W tym też duchu przez pierwszy okres swego istnienia Liga Kobiet prowadziła szeroką akcję propagandową organizując m.in. obchody rocznicowe, odczyty, pracę oświatową, a także kolportaż druków ulotnych i wydawnictwa Naczelnego Komitetu Narodowego. Program Ligi w kwestii rozwiązania sprawy polskiej pokrywał się wówczas z założeniami NKN. Dotyczyło to zarówno uznania Rosji za głównego wroga sprawy polskiej, jak wspierania Legionów oraz orientacji austro-polskiej.
W tym pierwszym okresie działalności codzienna praca Ligi koncentrowała się w sekcjach odzieżowej, agitacyjno-oświatowej, dochodowo-skarbowej, opieki nad legionistami, opieki nad ludnością miejscową, szpitalnej oraz schroniskowej. Przy niektórych kołach, m.in. we Lwowie, działały od początku także sekcje równouprawnienia kobiet. Ważne miejsce w działalności Ligi zajmowała kwestia uświadomienia narodowego szerokich mas ludowych. Fundusze na swą działalność Liga czerpała z obowiązkowych składek członkowskich oraz ze zbiórek publicznych, a także licznie organizowanych imprez okolicznościowych. W sprawozdaniu za pierwszy rok działalności charakteryzując działalność organizacji stwierdzano:
„Liczne koła zbierają skrawki i ze sprzedaży ich również uzyskują poważne sumy. W całym szeregu miast koła otrzymują od kupców 2% od rachunków na rzecz Legionów, co w szczególności dobrze prze prowadzono w Samborze i w Stanisławowie. W Brzesku Liga utrzymuje sklep bławatny, w Rzeszowie prowadzi sprzedaż drobnej konfekcji, wyrobów kobiecych, artykułów spożywczych. W Tarnowie istnieje większy bazar, gdzie sprzedają hafty z Makowa, bieliznę, majolikę, kwiaty sztuczne. Liczne koła utrzymują szwalnie i pracownie krawieckie, kramy, prowadzą guzikarstwo i roboty tiulowe. W Śniatynie koło posiada chór, za którego występy pobiera opłaty. W Borysławiu otrzymano koncesję na kino. W Samborze i Turce koło wzięło w swoje ręce rozsprzedaż palm w palmową niedzielę. Przewodnicząca Ligi w Tenczynku zebrała pokaźny dochód za szczepienie ochronne przeciw ospie. Niektóre Koła wydały własnym nakładem i rozsprzedały kalendarzyki kieszonkowe i pocztówki. Te sposoby zdobywania funduszów są zarazem pożyteczne dla kraju i społeczeństwa, gdyż popierają przemysł krajowy, zwalczają próżniactwo i dają w wielu miejscach utrzymanie biednym rodzinom. Suma obrotu wszystkich Kół stanowi 458.911 K 02 h. a z dochodów od przedsiębiorstw wpłacono do N. K. N. jako należytość 10% 5.675 K 39 h., o ile sprawozdania tę rubrykę uwidoczniają. [...] Opieka nad legionistami, przebywającymi w polu, uwzględnia wszystkie potrzeby naszego wojska na froncie, jak również pośredniczy w załatwianiu jego spraw poza frontem. Wszystkie Koła posyłają na front w wielkich ilościach dziesiątki tysięcy sztuk, bieliznę zwykłą i ciepłą. Dość wspomnieć, że między innymi Liga lwowska miała poruczone sobie wyekwipowanie 2800 ludzi z II brygady. Olbrzymia ilość rzeczy ciepłych wełnianych, jak napierśników, nagolenników, napulśników, kominiarek, wkładów do butów etc. została wysłana w czasie akcji gwiazdkowej r. 1915. Do okopów posyłają Koła w dużej ilości słodycze wszelkiego rodzaju, tak bardzo tam pożądane. Masowe przesłanie słodyczy zostało zorganizowane z inicjatywy Naczelnego Zarządu w roku 1915, dla uczczenia rocznicy 6 sierpnia. Koła myślą również o potrzebach religijnych i umysłowych, o rozrywce dla ducha, tak koniecznej w czasie długich walk pozycyjnych. W tych celach wysłano z Krakowa ołtarzyki polowe dla I i II brygady. Niemal wszystkie Koła uczestniczą w wysyłce książek na front. Najwcześniej zorganizował tę rzecz Lwów i wykazuje dotąd z górą 1900 tomów, następnie Kraków wykazuje 1200 tomów, przy czym z Krakowa książki wysyłane są w formie biblioteczek w zamkniętych szafkach, po 50 książek każda”.

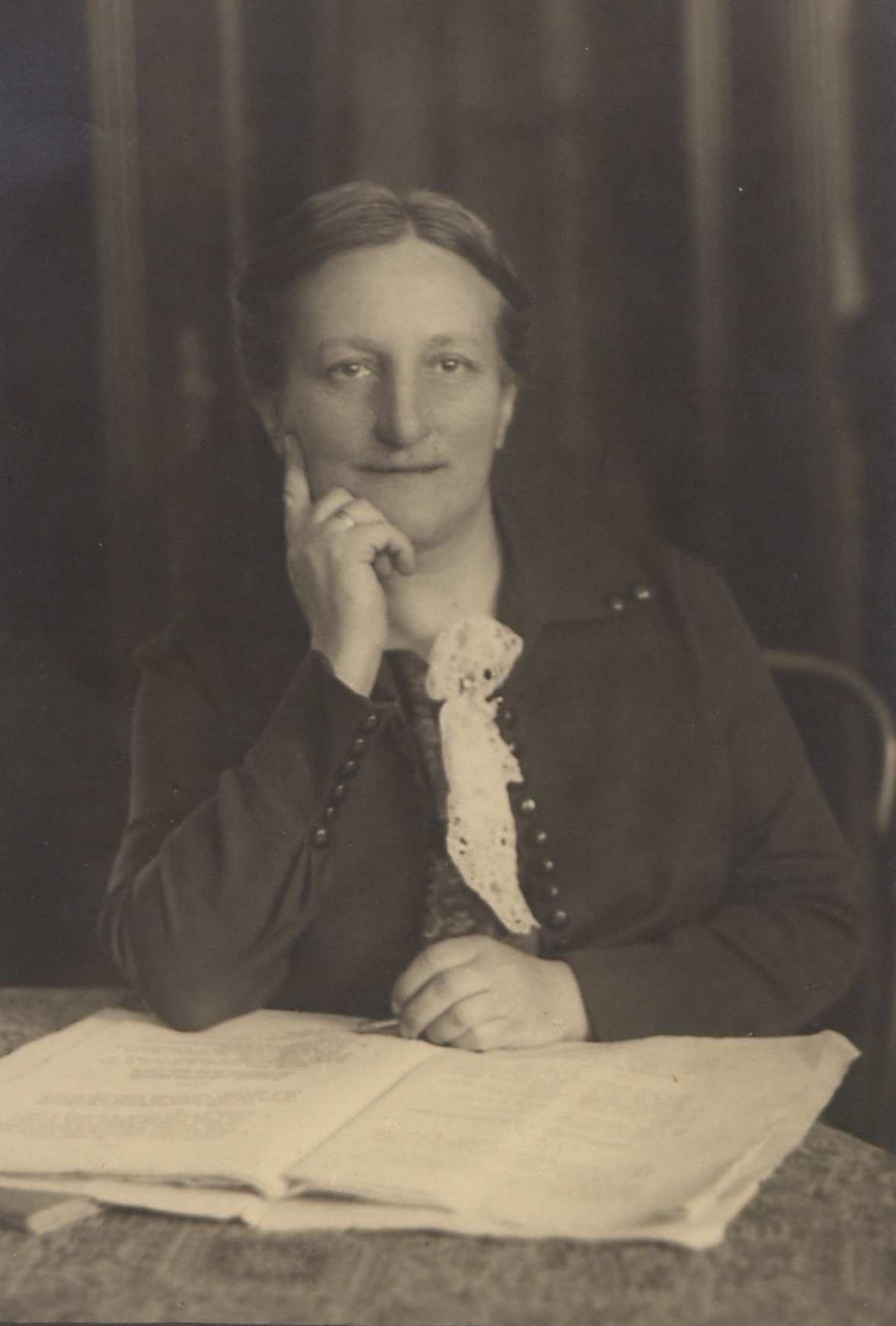
Zofia Moraczewska – przewodnicząca Ligi Kobiet Galicji i Śląska (1916–1918)

Zawiązany na I Zjeździe stosunek zależności prawnej i organizacyjnej z NKN satysfakcjonował Ligę dopóki wydawało się, że istnieje zgoda co do drogi osiągnięcia niepodległości państwowej w całym obozie antyrosyjskim. Tymczasem od połowy 1915 narastały rozbieżności w ocenie perspektyw spraw polskich, a potem otwarty konflikt pomiędzy lewicą niepodległościową a konserwatywno-demokratycznym trzonem Naczelnego Komitetu Narodowego. Widomą tego oznaką był spór wokół werbunku do Legionów którego jedną stroną był szef Departamentu Wojskowego NKN Władysław Sikorski a z drugiej strony Józef Piłsudski. Na postawę wielu działaczek Ligi w tej sprawie wywierała wpływ ewolucja „siostrzanej” Ligi Kobiet Pogotowia Wojennego w Królestwie, z którą od zjazdu odbytego w styczniu 1916 ściśle współpracowano, m.in. wydając wspólne pismo „Na posterunku”. Do zaognienia sytuacji przyczynił się także sam krakowski komitet powołując do życia 30 kwietnia 1916 roku Departament Opieki z konserwatystą Janem Hupką na czele. Formalnie Departament miał za zadanie ujednolicić, skoordynować i rozszerzyć obywatelską akcję na polu legionowej opieki wojennej. Intencją tego działania była jednak chęć konserwatystów i demokratów zminimalizowania wpływu socjalistów na działalność struktur terenowych, a także chęć przejęcia kontroli nad organizacją kobiecą. Na odbytym II Zjeździe Ligi w Krakowie (czerwiec 1916) spór z NKN ujawnił się już w sposób bardzo widoczny. Z jednej stron Zjazd formalnie podtrzymał związek z krakowskim komitetem, jednak wszystkie inne jego decyzje świadczyły o czymś wręcz przeciwnym, zarówno wybór nowego zarządu, jak i uchwała podkreślająca ścisły związek z Ligą w Królestwie, która właśnie opowiedziała się za Piłsudskim w sporze z DW NKN. Nadto zjazd domagał się od NKN przyznania delegatkom Ligi w komitecie takiego samego statusu, jaki miały inne organizacje. Tak zdecydowane posunięcia nie podobały się części działaczek związanych ze środowiskami konserwatywnymi oraz z Departamentem Wojskowym NKN. Spowodowało to powstanie dwóch frakcji w ramach organizacji kobiecej. W Zarządzie politykę nowej przewodniczącej Zofii Moraczewskiej popierały Bronisława Bobrowska, Regina Fleszarowa, Dorota Kłuszyńska, Aniela Krzyżanowska, Michalina Mościcka, Henryka Pawlewska, Władysława Weychert-Szymanowska i Jadwiga Tomicka. Przeciwne były: Maria Dobrowolska, Maria Kuszowa, Henryka Starzewska, Halina Zagórska i Anna Zakrzewska.
```
Ogłoszenie aktu 5 listopada 1916 oznaczało fiasko prowadzonej od początku wojny polityki Naczelnego Komitetu Narodowego – zmierzającej do rozwiązania po wojnie kwestii polskiej poprzez budowę trialistycznego państwa (Austro-Węgier-Polski) w tej części Europy. Manifest dwucesarski ograniczył ową deklarowaną niepodległość do Królestwa Polskiego. Galicja, której wprawdzie obiecano wyodrębnienie, pozostała poza nowo powstającym państwem polskim. Wszystko to powodowało, że wchodzący do NKN socjaliści i ludowcy zaczęli krytykować politykę prowadzoną przez krakowski komitet, a nawet kwestionować konieczność jego dalszego istnienia. W końcu stycznia 1917 na posiedzeniu Komisji Wykonawczej przedstawiciele tych stronnictw podjęli pierwszą nieudaną próbę rozwiązania NKN. Podjęto wówczas uchwałę o likwidacji NKN – niemniej konserwatystom i demokratom udało się ją czasowo zawiesić. Na nastroje działaczek Ligi oddziaływał sposób traktowania jej przedstawicielek przez struktury enkaenowskie, które odmawiały im prawa do udziału w podejmowania decyzji, jednocześnie przerzucając na barki organizacji kobiecej cały ciężar ich wykonania. Zarazem niekwestionowany w Lidze Kobiet autorytet jakim był Józef Piłsudski odmawiał krakowskiemu komitetowi prawa do reprezentowania sprawy polskiej. Jednocześnie wraz z przemianami społecznymi zapoczątkowanymi jeszcze przed wojną, a w jej trakcie ulegającymi przyspieszeniu na nowo stanęła w tym czasie kwestia równouprawnienia kobiet. Wszystko to razem wzięte skutkowało wśród działaczek Ligi przewartościowaniem założeń ideowych prowadzonej działalności. Na zjeździe odbytym w dniach 1–2 lutego 1917 w Krakowie przyjęto nowy program organizacji. Liga podobnie jak ugrupowania lewicowe przyjęła w tym okresie program walki o niepodległe, składające się z 3 zaborów państwo polskie. Opowiedziała się za jego demokratycznym kształtem, gwarantującym kobietom prawa obywatelskie. Za tym poszły posunięcia organizacyjne mające zapewnić w przyszłości Lidze całkowitą samodzielność od NKN. W nowym programie Ligi nacisk położono przede wszystkim na działalność propagującą ideę własnego państwa, a także oświatowe i samopomocowe
[
10
]
.
```

Realizując te postawienia 24 kwietnia 1917 deputacja Ligi na czele z Zofią Moraczewską skierowały do Koła Polskiego swe żądania, w tym: kreowanie odpowiednich szkół zawodowych dla dziewcząt i uwzględnienie tychże przy rozdziale stypendiów, stworzenie krajowych szkół wyższych z programem klasycznym i realnym, dopuszczenie kobiet na wydziały prawnicze wszechnic krajowych, rozszerzenie i uzupełnienie instytucji inspektorek przemysłowych, zmiana postanowień ustawy o stowarzyszeniach w tym duchu, aby kobiety mogły być dopuszczone do stowarzyszeń politycznych i aby mogły takie stowarzyszenia zakładać, czynne i bierne prawo wyborcze do Rad i Sejmu wyodrębnionego Królestwa Galicji, stworzenia złożonych z kobiet ciał doradczych przy gminach miejskich i wiejskich przy Wydziale krajowym, ewentualnie przy Radzie wyodrębnionej Galicji, a to ażeby umożliwić im czynne zajęcie się sprawami kobiet i dzieci, wychowania, nadzoru i opieki. W maju 1917 zorganizowano szeroką akcję wiecową, w trakcie której m.in. na manifestacjach kobiet m.in. w Krakowie, Suchej, Mszanie Dolnej, Baligrodzie, Dolinie, Zakopanem, Poroninie, Białym Dunajcu, Kościelisku, Nowym Bystrym, Rudkach, Żywcu, Lwowie, Skawinie, Kałuszu, Drohobyczu, Bolechowie, Łącku, Nadbrzeziu, Schodnicy, Nisku, Przemyślu, Grybowie, Tenczynku, Milówce, Jaśle podejmowano uchwały solidaryzujące się z tymi postulatami.
Przyjęty przez organizację kobiecą nowy kurs, wyrażający się podjęciem akcji politycznej na rzecz budowy demokratycznego państwa polskiego, a przede wszystkim podniesienie przez kobiety na nowo postulatu równouprawnienia spotkało się z negatywną i wrogą reakcją konserwatywnych i kościelnych kręgów ówczesnej Galicji. Dopóki Liga znajdowała się pod patronatem Naczelnego Komitetu Narodowego, dobrze widzianego przez austro-węgierskie władze monarchii, niewiele w tej kwestii można było przedsięwziąć. W połowie jednak 1917 gdy Liga zerwała dotychczasowe relacje z NKN biskupi postanowili wykorzystać okazję i zaatakować ją jako organizację antyreligijną. Podjęto wówczas szereg działań których ukoronowaniem był list pasterski „Wskazania dla duchowieństwa w sprawie Ligi Kobiet” wydany przez arcybiskupa lwowskiego Józefa Bilczewskiego, w którym jego autor uznał, że duchowieństwo powinno zwalczać Ligę Kobiet, gdyż jej działalność jest szkodliwa. Rezultatem tej akcji było opuszczenie Ligi przez szereg działaczek związanych ze środowiskami konserwatywnymi i Departamentem Wojskowym NKN. Nie spowodowało to rozpadu Ligi, niemniej osłabiło większość organizacji terenowych, a ich część zaniechała dalszej działalności.
Istotnym argumentem na rzecz konieczności uzyskania przez kobiety praw politycznych był masowy udział ogniw terenowych Ligi był w zorganizowaniu i przeprowadzeniu na terenie Galicji protestu obywatelskiego społeczności polskiej i strajku generalnego przeciwko postanowieniom traktatu brzeskiego w lutym 1918. Akcja brzeska wpłynęła znacząco na odbudowę organizacji ligowej w wielu ośrodkach Galicji. W jej efekcie działaczki Ligi zainicjowały także w większych ośrodkach powstanie wspólnych reprezentacji kobiet do tej pory będących w sferze oddziaływania różnych obozów politycznych. Przykładem tu może być Kraków, gdzie utworzono Komitet Stowarzyszeń Kobiecych grupujący ponad 50 organizacji kobiecych. Podobnie było we Lwowie. Te działania przyniosły wymierny efekt w listopadzie 1918, gdy odradzające się państwo polskie przyznało kobietom prawa obywatelskie.

## Organizacja
Na zjeździe 19 czerwca 1915 w Krakowie ustalona została struktura organizacyjna Ligi. Pracami stowarzyszenia kierował Naczelny Zarząd w Krakowie, złożony z dwudziestu czterech członkiń (w tym przewodniczącej, trzech zastępczyń, dwóch sekretarek oraz skarbniczki) wybieranych na okres roku przez ogólne zebranie przedstawicielek Ligi. Podstawowymi jednostkami organizacyjnymi były koła Ligi Kobiet.
Pierwszą przewodniczącą Naczelnego Zarządu LK NKN została Jadwiga Strokowa z Krakowa, wiceprzewodniczącymi: Wanda Bilewska z Krakowa, Zofia Moraczewska ze Stryja i Maria Rusocka z Limanowej. Na stanowisko skarbniczki powołano Natalię Steinową, sekretarkami zostały: Ada Markowa oraz Aniela Krzyżanowska. Wybrano także Komisję Rewizyjną. Delegatką do NKN została Zofia Moraczewska jej zastępczynią Jadwiga Srokowa.
Przez pierwszy rok istnienia Liga Kobiet bardzo dynamicznie się rozwijała, stając się największą organizacją kobiecą na ziemiach polskich. W połowie 1916 liczyła już 109 kół posiadających ponad 12 tys. członkiń. Do najliczniejszych środowisk Ligi należały koła w: Tarnowie (900 członkiń), Lwowie (604), Krakowie (450), Stanisławowie (405), Nowym Sączu (339), Stryju (286), Drohobyczu (258), Brzesku (246), Wieliczce (201) i Myślenicach (200).
Na II Zjeździe w Krakowie (11–12 czerwca 1916), w którym uczestniczyło 197 delegatek, wybrano nowe kierownictwo organizacji, a przede wszystkim nową przewodniczącą – Zofię Moraczewską. Podjęta przez nią reforma naczelnych władz organizacji miała ją na trwałe wyzwolić spod wpływów NKN. Jednocześnie koła Ligi zostały ściślej podporządkowane Naczelnemu Zarządowi. Te działania kierownictwa Ligi uzyskały akceptację na III Zjeździe Ligi w Krakowie (luty 1917). Jak opisano wyżej, na przełomie 1917 i 1918 roku Ligę dotknął rozłam spowodowany przez kurendę biskupią. Dotknął on najpoważniejsze i najliczebniejsze organizacje ligowe w Krakwie, Lwowie, Stanisławowie i Tarnowie. Secesjonistki łączyła niechęć do jednoznacznego opowiedzenia się Ligi Kobiet za programem lewicy niepodległościowej. 20 grudnia 1917 roku zawiązały one w Krakowie Towarzystwo Pracy Narodowej Kobiet Polskich. Nowa organizacja chciała działać na niwie humanitarnej, kulturalnej i społecznej, wspierać materialnie i moralnie wojsko polskie, opiekować się rannymi i chorymi żołnierzami i działać na rzecz uświadamiania narodowego szerokich mas społeczeństwa i wychowywanie młodego pokolenia. W ocenie Joanny Dufrat były to hasła znane, gdyż w istocie przesłanie odezwy od programu Ligi różniło się tylko rezygnacją z pracy politycznej.
Skutki rozłamu były poważne – z 109 kół, które istniały na początku 1917 roku, w styczniu 1918 odnotowano już tylko 44. Istotnym problemem w tym czasie stał się także status organizacji. Po zerwaniu z NKN, prowadzone od marca 1917 starania kierownictwa Ligi o zarejestrowanie organizacji jako samodzielnego stowarzyszenia przez władze austriackie okazały się bezskuteczne. Liga, chcąc dalej funkcjonować legalnie, przeszła w stan likwidacji. Postanowiono wykorzystać fakt, że austriacka ustawa o stowarzyszeniach nie stawała wymogu rejestracji przez władze w przypadku komitetów – i kontynuować działalność organizacji pod szyldem Komitetu Obywatelskiego Polek. W jego skład weszły Zofia Moraczewska jako przewodnicząca oraz Aniela Krzyżanowska, Władysława Weychert-Szymanowska, Helena Witkowska, Zofia Daszyńska-Golińska, Maria Stączkowa, Klotylda Kowalska, Zofia Białoniecka, Helena D'Abamcourt, Jadwiga Kunicka oraz Henryka Pawlewska. Kresem działalności galicyjskiej Ligi stał się odbyty dniach 29–31 grudnia 1918 w Warszawie zjazd zjednoczeniowy lig kobiecych z zaboru rosyjskiego i austriackiego na którym powstała Liga Kobiet Polskich działająca w II RP.

## Źródła do historii Ligi
- Sprawozdanie z działalności Ligi Kobiet Galicji i Śląska za pierwszy rok istnienia przedłożone zjazdowi delegatek kół 11 czerwca 1916, Kraków 1916, Biblioteka Polona – wersja elektroniczna
- Sprawozdanie Zarządu Koła „Ligi Kobiet” w Myślenicach od założenia 1 czerwca 1915 do 29 lutego 1916 r., Myślenice 1916, Biblioteka Polona – wersja elektroniczna